# توماس ئی. گادیس
توماس ئی. گادیس (به انگلیسی: Thomas E. Gaddis) (زادهٔ ۱۴ سپتامبر ۱۹۰۸ – درگذشتهٔ ۱۰ اکتبر ۱۹۸۴ در پورتلند، اورگن) زندگی‌نامه‌نویس اهل ایالات متحده آمریکا بود.